# فينسنت يانسن
فينسنت بيتروس آنا سيباستيان يانسن (بالهولندية: Vincent Petrus Anna Sebastiaan Janssen) (مواليد 15 يونيو 1994) هو لاعب كرة قدم هولندي يجيد اللعب في مركز الهجوم لصالح نادي رويال أنتويرب في الدوري البلجيكي الممتاز و‌منتخب هولندا لكرة القدم.

## روابط خارجية
- فينسنت يانسن على موقع الاتحاد الأوربي (الإنجليزية)
- فينسنت يانسن على موقع قاعدة بيانات كرة القدم.إي يو (الإنجليزية)
- فينسنت يانسن على موقع ليكيب (الفرنسية)
- فينسنت يانسن على موقع ناشيونال فوتبول تيمز (الإنجليزية)
- فينسنت يانسن على موقع Soccerbase.com (لاعب) (الإنجليزية)
- فينسنت يانسن على موقع Soccerway.com (الإنجليزية)
- فينسنت يانسن على موقع عالم كرة القدم.نت (الإنجليزية)
- فينسنت يانسن على موقع AS.com (الإسبانية)